# Місбах (район)
Місбах (нім. Landkreis Miesbach) — район в Баварії, Німеччина. Центр району — місто Місбах. Район межує (із заходу за годинниковою стрілкою) з районами Бад-Тельц-Вольфратсхаузен, Мюнхен та Розенхайм а також австрійською землею Тіроль. Підпорядковане адміністративному округу Верхня Баварія. Займає площу 863,50 км². Офіційний код району 09 1 82.

## Населення
Населення району становить 100 183 осіб (станом на 31 грудня 2020).

## Географія
Південна половина району лежить у Баварських Альпах, які у цьому районі називаються гори Мангфаль (Mangfallgebirge), за однойменною назвою річки, яка бере тут свій початок. Річка Мангфаль, ліва притока річки Інн, тече на півночі району. У початковій стадії вона проходить через озеро Тегернзе (9 км²).

## Адміністративний поділ
Район складається з 2 міст (нім. Städte), 2 торговельних громад (нім. Märkte) та 13 громад (нім. Gemeinden):
| Міста 1. Місбах (11466) 2. Тегернзе (3652) Торговельні громади 1. Гольцкірхен (16770) 2. Шлірзе (6959) | Громади 1. Бад-Вісзе (5101) 2. Байрішцель (1616) 3. Ваакірхен (5839) 4. Вайарн (3927) 5. Варнгау (3863) 6. Гаусгам (8432) 7. Гмунд-ам-Тегернзе (6115) 8. Іршенберг (3205) 9. Кройт (3570) 10. Оттерфінг (4825) 11. Роттах-Егерн (5806) 12. Фаллай (3343) 13. Фішбахау (5694) |

Дані про населення наведені станом на 31 грудня 2020.